# 国博中心北站
国博中心北站位于中华人民共和国湖北省武汉市汉阳区，是武汉地铁6号线的地铁车站，規劃時稱「海洋樂園站」。

## 车站结构

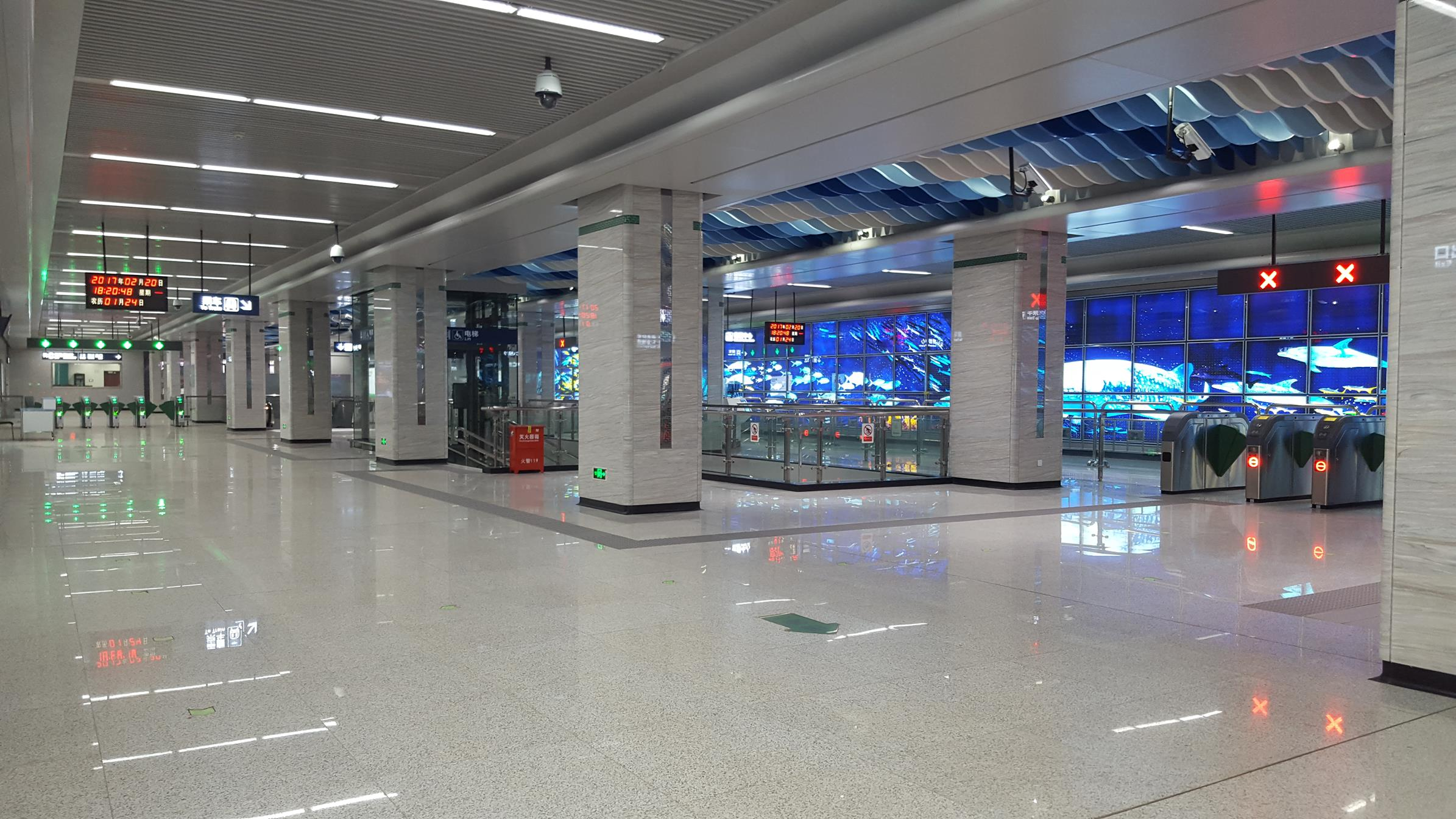
站廳層

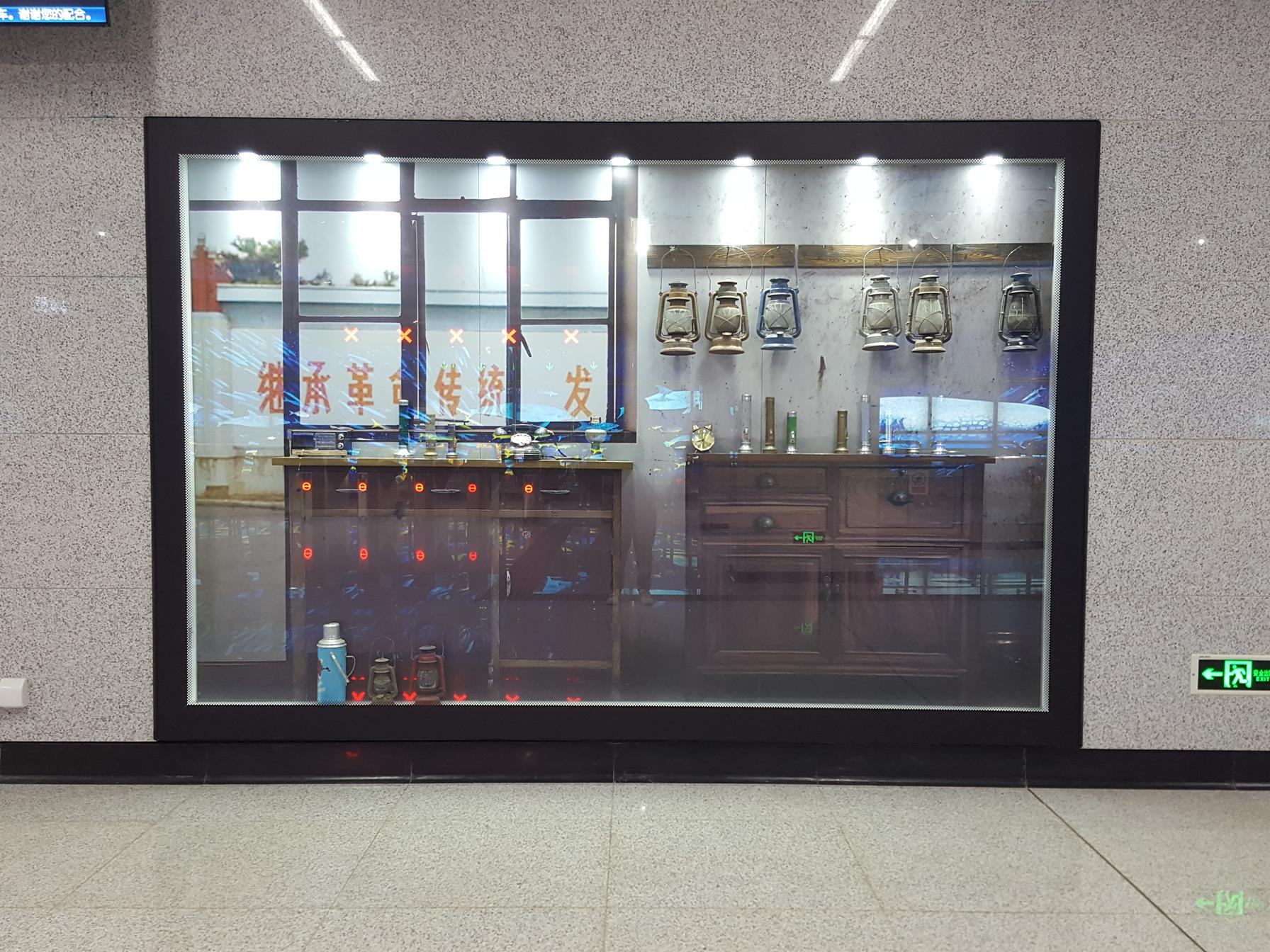
藝術櫥窗

车站位于武汉国际博览中心正北面。主题为“奇趣海洋”。

### 楼层分布
| 地面     | 地面               | 出入口                               |  |  |
| 地下一层 | 站厅               | 售票机、客服中心、武漢通充值、洗手間 |  |  |
| 地下二层 |                    | █ 6号线 往新城十一路（前进村）       |  |  |
|          | 岛式站台，左侧开门 |                                      |  |  |
|          |                    | █ 6号线 往东风公司（国博中心南）     |  |  |

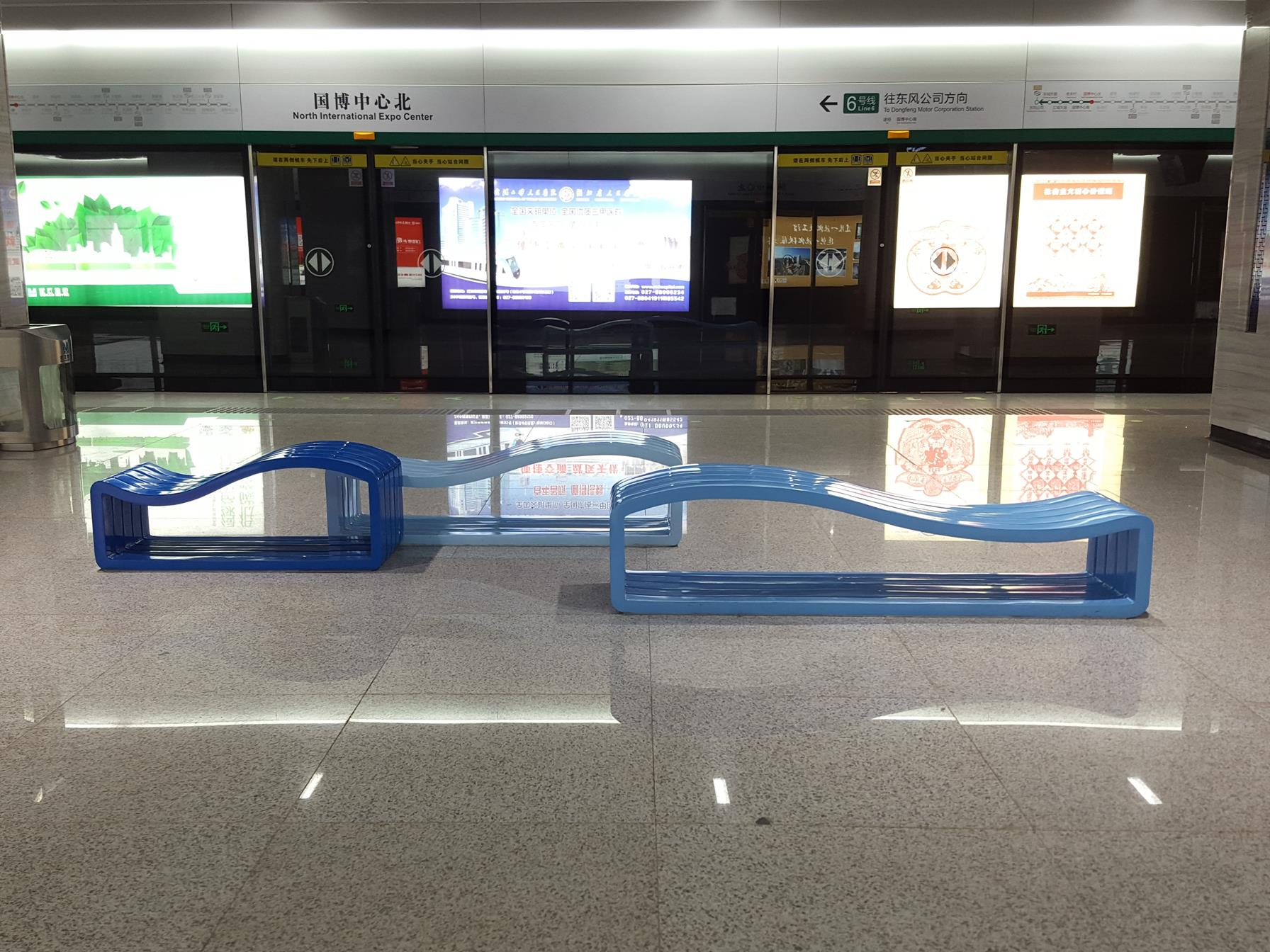
站台層的特色櫈
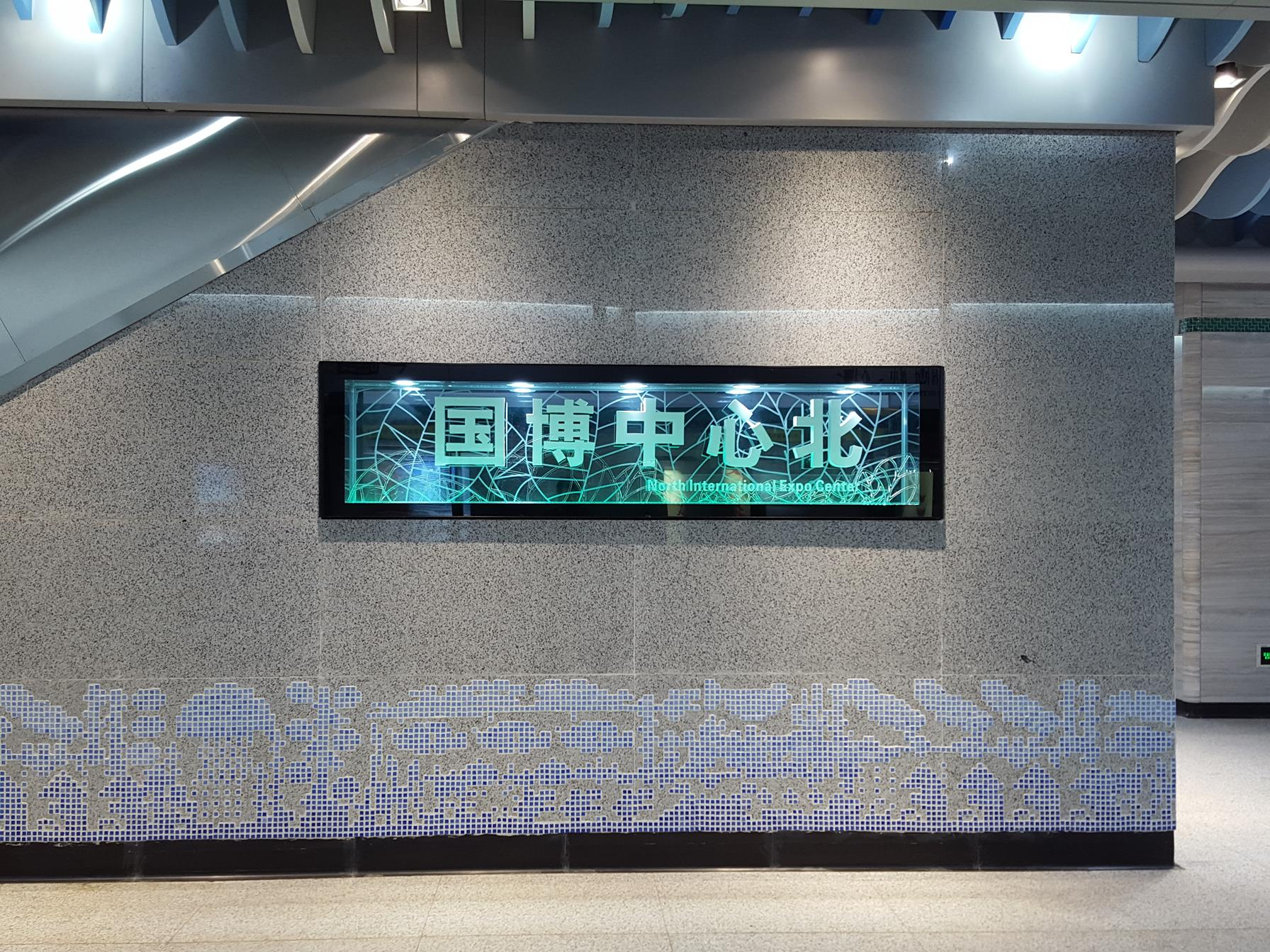
立體站名

### 車站出口
|                                                 |      |                                                                         |
| 出口編號                                        | 設施 | 建議前往的目的地                                                        |
| A                                               |      | 鸚鵡大道 四新北路                                                       |
| B                                               |      | 鸚鵡大道 四新北路                                                       |
| C                                               |      | 博覽中心環路 武漢國際博覽中心、綠地國博財富中心、袋鼠玩趣城、國博水世界 |
| D                                               |      | 國博大道 博覽中心環路、武漢國際博覽中心、綠地國博財富中心               |
| 注： 設有升降機 \| 設有輪椅升降台 \| 設有洗手間 |      |                                                                         |

## 运营信息
- 6号线首末班车时间

## 鄰近地點
- 武汉国际博览中心
- 绿地国博财富中心

### 内部链接
- 武汉地铁车站列表